# آبشار روسومو
آبشار روسومو (به لاتین: Rusumo Falls) یک آبشار در رواندا است که در Rwanda-Tanzania border واقع شده‌است.